# Cheilanthes bergiana
Cheilanthes bergiana là một loài thực vật có mạch trong họ Adiantaceae. Loài này được Schltdl. miêu tả khoa học đầu tiên năm 1825.